# سوني إريكسون سيدار
سوني إريكسون سيدار (بالإنجليزية: Sony Ericsson Cedar)‏ هو هاتف محمول من سوني موبايل كوميونيكيشنز، تم طرحه في الأسواق في سبتمبر 2010.

## الخصائص
- الكاميرا الخلفية: 2 ميجابكسل
- الشاشة: 240 × 320
- الوزن: 85 غ (0.187 رطل)
- الذاكرة: 280 ميجابايت